# Фудбалска репрезентација Југославије 1922.
Фудбалска репрезентација Југославије је 1922. године одиграла је три утакмице. Прва је била у оквиру такмичења Куп пријатељских земаља (КЗП) са репрезентацијом Руминије. То је била прва међународна утакмица репрезентације Југославије у земљи и Београду. Подигране су и две пријатељске утакмице, Обе су одигране у Загребу. Прва је била, традиционална против Чехословачке на којој је Југославија забележила прву победу у међународним сусретима, а друга против Пољске. У овој години играло је осам дебитаната.

## Резултати
| #  | Датум      | Противник    | Резултат  | Стрелци | Стадион/Место          | Гледалица | Судија                      | Састав | Врста |                |
| -- | ---------- | ------------ | --------- | --- | ---------------------- | --------- | --------------------------- | --- | ----- | -------------- |
| 4. | 8.06.1922  | Румунија     | 1:2 (1:1) | 1:0 Шифер 35' пен., 1:1 Ауер 41', 1:2 Шилер 61',                                                                | СК Југославија Београд | 5.000     | Heinrich Retschury Аустрија | Фридрих (ХАШК 1/0), Кујунџић (Бач. 2/0), Шифер (Гра. 4/1), Штерк (ХАШК1/0), Дубравчић (Кон. 4/1), Рупец (Гра. 4/0), Бабић (Гра. 2/0) Б. Зинаја (ХАШК 2/1), Першка (Гра. 4/0) Винек (Кон. 1/0), Шојат (ХАШК 1/0) Селектор:др Вељко Угринић (4)    | КПЗ   | [ мртва веза ] |
| 5. | 28.06.1922 | Чехословачка | 4:3 (1:3) | 0:1 Дворачек 17' 0:2 Ваник 22', 0:3 38', 3:1 Абрахам 45‘, 3:2Б. Зинаја 63' пен, 3:3 Зинаја 74', 4:3 Абрахам 74' | ХШК Конкордија Загреб  | 6.000     | Pick Аустрија               | Маленчић (Југ 1/0), Врбанчић (ХАШК 1/0), Шифер (Гра. 5/1), Дубравчић (Кон. 5/1), Рупец (Гра. 5/0), Абрахам (Гра. 1/2), Б. Зинаја (ХАШК 3/3), Першка (Гра. 5/0) Винек (Кон. 2/0), Шојат (ХАШК 2/0) Селектор:др Вељко Угринић (5)                  | ПУ    | [ мртва веза ] |
| 6. | 28.06.1922 | Пољска       | 1:3 (1:1) | 0:1 8' 1:1 Винек 35', 1:2 57', 1:3 74‘,                                                                         | ХАШК Загреб            | 4.000     | Heinrich Retschury Аустрија | Врђука (Гра. 4/0), Федерер ((Гра. 1/0), Шифер (Гра. 6/1), Враговић (Гра. 4/0), Рупец (Гра. 6/0), Пашкван (ХАШК 2/0), Кинерт (Гра. 2/0), Б. Зинаја (ХАШК 4/3), Першка (Гра. 6/0) Винек (Кон. 3/1), Шојат (ХАШК 3/0) Селектор:др Вељко Угринић (6) | ПУ    | [ мртва веза ] |

Легенда:
- (Гра. 1/0 Кап.) = НК Грађански, 1 прва утакмица, 0 голова, капитен

### Биланс репрезентације у 1922 год
| Година | Одиграла | Победила | Нерешено | Изгубила | Голова дала | Голова примила | Гол-разлика |
| ------ | -------- | -------- | -------- | -------- | ----------- | -------------- | ----------- |
| 1922   | 3        | 1        | 0        | 2        | 6           | 8              | -2          |

### Укупан биланс репрезентације 1920 — 1922 год
| Година  | Одиграла | Победила | Нерешено | Изгубила | Голова дала | Голова примила | Гол-разлика |
| ------- | -------- | -------- | -------- | -------- | ----------- | -------------- | ----------- |
| 1922    | 3        | 1        | 0        | 2        | 6           | 8              | -2          |
| 1920-21 | 3        | 0        | 0        | 3        | 3           | 17             | -14         |
| Укупно  | 6        | 1        | 0        | 5        | 9           | 25             | -16         |

### Играли 1922
| ред. бр | Име                | Клуб           | Играо 1922. | Укупно играо | Голови 1922 | Укупно голова |
| ------- | ------------------ | -------------- | ----------- | ------------ | ----------- | ------------- |
| 1.      | Јарослав Шифер     | Грађански      | 3           | 6            | 1           | 1             |
| 1.      | Рудолф Рупец       | Грађански      | 3           | 6            | 0           | 0             |
| 1.      | Емил Першка        | Грађански      | 3           | 6            | 0           | 0             |
| 1.      | Бранко Зинаја      | ХАШК           | 3           | 4            | 2           | 3             |
| 1.      | Владимир Винек     | Грађански      | 3           | 3            | 1           | 1             |
| 1.      | Иван Шојат         | ХАШК           | 3           | 3            | 0           | 0             |
| 7       | Артур Дубравчић    | Конкордија     | 2           | 5            | 0           | 1             |
| 7       | Драгутин Враговић  | Грађански      | 2           | 4            | 0           | 0             |
| 7       | Хуго Кинерт        | Грађански      | 2           | 2            | 0           | 0             |
| 10.     | Драгутин Врђука    | Грађански      | 1           | 4            | 0           | 0             |
| 10.     | Андрија Кујунџић   | Бачка          | 1           | 2            | 0           | 0             |
| 10.     | Данијел Пашкван    | ХАШК           | 1           | 2            | 0           | 0             |
| 10.     | Драгутин Бабић     | Грађански      | 1           | 2            | 0           | 0             |
| 10.     | Драгутин Фридрих   | ХАШК           | 1           | 1            | 0           | 0             |
| 10.     | Стјепан Штерк      | ХАШК           | 1           | 1            | 0           | 1             |
| 10.     | Родољуб Маленчић   | СД Југославија | 1           | 1            | 0           | 0             |
| 10.     | Стјепан Врбанчић   | ХАШК           | 1           | 1            | 0           | 0             |
| 10.     | Геза Шарас Абрахам | Грађански      | 1           | 1            | 2           | 2             |
| 10.     | Фриц Фердербер     | Грађански      | 1           | 1            | 0           | 0             |

### Највише одиграних утакмица 1920 — 1922
| ред. бр | Име               | Клуб       | Играо 1922. | Укупно играо | Голови 1922 | Укупно голова |
| ------- | ----------------- | ---------- | ----------- | ------------ | ----------- | ------------- |
| 1.      | Јарослав Шифер    | Грађански  | 3           | 6            | 1           | 1             |
| 1.      | Рудолф Рупец      | Грађански  | 3           | 6            | 0           | 0             |
| 1.      | Емил Першка       | Грађански  | 3           | 6            | 0           | 0             |
| 4.      | Артур Дубравчић   | Конкордија | 2           | 5            | 0           | 1             |
| 5.      | Бранко Зинаја     | ХАШК       | 3           | 4            | 2           | 3             |
| 5.      | Драгутин Врђука   | Грађански  | 1           | 4            | 0           | 0             |
| 5.      | Драгутин Враговић | Грађански  | 2           | 4            | 0           | 0             |
| 8.      | Владимир Винек    | Грађански  | 3           | 3            | 1           | 1             |
| 8.      | Иван Шојат        | ХАШК       | 3           | 3            | 0           | 0             |

### Листа стрелаца 1922
| Пласман | Име                | Клуб       | Играо 1922. | Укупно играо | Голови 1922 | Укупно голова |
| ------- | ------------------ | ---------- | ----------- | ------------ | ----------- | ------------- |
| 1       | Бранко Зинаја      | ХАШК       | 3           | 4            | 2           | 3             |
| 1       | Геза Шарас Абрахам | ХАШК       | 1           | 1            | 2           | 2             |
| 3       | Јарослав Шифер     | Грађански  | 3           | 6            | 1           | 1             |
| 3       | Владимир Винек     | Конкордија | 3           | 3            | 1           | 1             |

### Листа стрелаца 1920 — 1922
| Пласман | Име                | Клуб           | Играо 1922. | Укупно играо | Голови 1922 | Укупно голова |
| ------- | ------------------ | -------------- | ----------- | ------------ | ----------- | ------------- |
| 1       | Бранко Зинаја      | ХАШК           | 3           | 4            | 2           | 3             |
| 2       | Геза Шарас Абрахам | ХАШК           | 1           | 1            | 2           | 2             |
| 3       | Артур Дубравчић    | Конкордија     | 2           | 5            | 0           | 1             |
| 3       | Јован Ружић        | СД Југославија | 0           | 2            | 0           | 1             |
| 3       | Јарослав Шифер     | Грађански      | 3           | 6            | 1           | 1             |
| 3       | Владимир Винек     | Конкордија     | 3           | 3            | 1           | 1             |